# Акроцентричан хромозом
Акроцентричан хромозом је онај код кога се центромера налази сасвим близу једног краја хромозома тако да дели хромозом на сасвим кратак p крак и много дужи q крак.
Акроцентрични хромозоми у кариотипу човека су:
- хромозоми D групе: 13, 14 и 15
- хромозоми G групе: 21 и 22
- Y хромозом.

Мушкарац, због присуства Y хромозома, има непаран број (11) акроцентричних хромозома у телесних ћелијама, а жена има паран број (10).